# 곤살로 하비에르 로드리게스
곤살로 하비에르 로드리게스(이탈리아어: Gonzalo Javier Rodríguez, 1984년 4월 10일, 부에노스아이레스 ~ )는 센터백로 뛰었던 아르헨티나의 옛 축구선수이다.